# Aeroportul Katiu
Aeroportul Katiu (IATA: KXU, ICAO: NTKT) este un aeroport din îles Tuamotu-Gambier⁠(d), Polinezia Franceză, Franța ce deservește zona Q22665738⁠(d). Aeroportul a fost tranzitat în 2022 de 3.229 de pasageri. A fost deschis în 2001.
Situat la o altitudine de 9 m, aeroportul dispune de o singură pistă.